# Colégio Pio X (clube)
Colégio Pio X foi um clube brasileiro de futebol da cidade de João Pessoa, no estado da Paraíba. Efetuava seus Jogos no Estádio do Mangabeirão, nome este em homenagem ao Colégio Pio X, localizado no município. O clube foi campeão paraibano em 1917. A equipe foi extinta.